# Heinz Zünkler
Heinz Zünkler (* 28. September 1929 in Köln; † 29. Juli 2018 ebenda) war ein deutscher Ruderer. Er belegte den fünften Platz im Achter bei den Olympischen Spielen 1952. 1955 war er Dritter der Europameisterschaften im Achter.

## Sportliche Karriere
Heinz Zünkler vom Kölner Ruderverein von 1877 gewann mit dem Vereinsachter den Titel bei den deutschen Meisterschaften 1950 und 1952, 1951 belegte das Boot den zweiten Platz. Der Meisterschaftssieg 1952 bedeutete für die Kölner auch die Nominierung für die Olympischen Spiele in Helsinki. Der Achter belegte dort im zweiten Vorlauf den dritten Platz hinter dem US-Achter und den Briten. Durch Siege in zwei Hoffnungslauf-Runden qualifizierte sich die Crew trotzdem für das Finale und belegte dort den fünften und letzten Platz.
1953 belegte Heinz Zünkler mit dem Kölner Vierer ohne Steuermann den zweiten Platz bei den Deutschen Meisterschaften, 1954 und 1955 gewann er in dieser Bootsklasse den Titel. 1955 gehörten die Ruderer aus dem Vierer auch zum Kölner Achter, der erneut den deutschen Meistertitel gewann. Der Achter trat auch bei den Europameisterschaften an und belegte den dritten Platz. Nachdem Heinz Zünkler 1953 und 1954 den Meistertitel im Vierer mit Steuermann gewonnen hatte, versuchte er sich 1956 in dieser Bootsklasse für die Olympischen Spiele zu qualifizieren, das Boot belegte aber bei den deutschen Meisterschaften nur den dritten Platz.
Der promovierte Kaufmann war in den 1990er Jahren Geschäftsführer bei den Quarzwerken in Frechen.